# Василевич, Александра
Александра Василевич (босн. Aleksandra Vasiljević) — боснийская биатлонистка, участница Олимпийских игр 2006 года.

## Биография
В биатлон пришла в 1998 году. Тренировалась у Томислава Лопатича. С 2002 года Александра входила в национальную сборную Боснии и Герцеговины.
На церемонии открытия XX Олимпийских зимних игр в Турине несла флаг своей страны.